# لفة كاتي
لفة كاتي وأحيانًا تُكتب لفة كاتي (بالبنغالية: কাঠি রোল)‏ (بالإنجليزية: Kati roll)‏ هو طبق يعود أصله إلى كولكاتا، ولاية البنغال الغربية، الهند.حيث تطور اسمه على مر السنين ليصبح (فافة كاتي). فهو كباب مشوي على السيخ وملفوف في خبز البراتا. اليوم، يُطلق على أي خبز يحتوي على حشوة ملفوفة في خبز هندي مسطح (روتي) اسم "لفة كاتي".
في اللغة البنغالية الأصلية، تُترجم كلمة "كاتي" تقريبًا إلى "عصا"، إشارة إلى الطريقة التي كانت تُصنع بها في الأصل. ومع ذلك، في البنغال يُعرف هذا الطبق ببساطة باسم "اللف". عادةً ما تحتوي لفائف كاتي على صلصة الكزبرة والبيض والدجاج، لكن الأنواع قد تختلف. دولياً، وخاصة في أجزاء من كندا والولايات المتحدة، أصبحت لفائف كاتي وجبة سريعة شهيرة تُقدم في مطاعم الوجبات السريعة الهندية.